# William Biddle Shepard

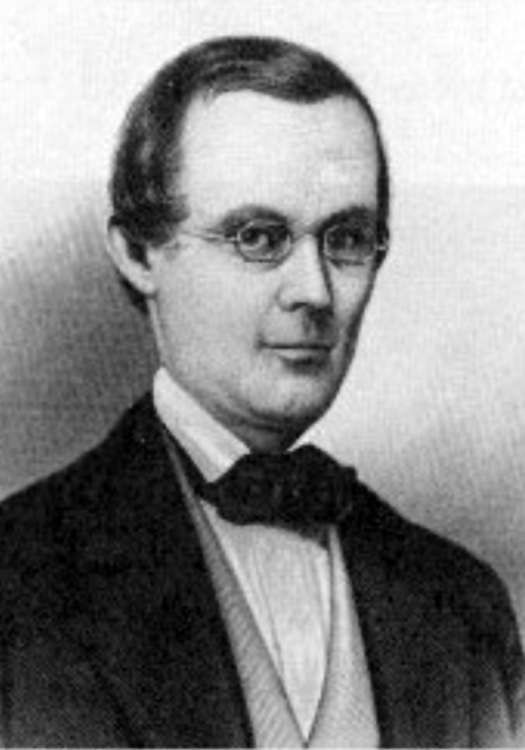
William Biddle Shepard

William Biddle Shepard (* 14. Mai 1799 in New Bern, North Carolina; † 20. Juni 1852 in Elizabeth City, North Carolina) war ein US-amerikanischer Politiker. Zwischen 1829 und 1837 vertrat er den Bundesstaat North Carolina im US-Repräsentantenhaus.

## Werdegang
Nach der Grundschule studierte William Shepard bis 1813 an der University of North Carolina in Chapel Hill. Danach setzte er seine Studienzeit an der University of Pennsylvania in Philadelphia fort. Nach einem Jurastudium und seiner Zulassung als Rechtsanwalt begann er zunächst im Camden County und später in Elizabeth City in diesem Beruf zu arbeiten. Außerdem stieg Shepard in das Bankgeschäft ein.
Politisch war er ein Gegner von Präsident Andrew Jackson. Mitte der 1830er Jahre wurde er Mitglied der Whig Party. Bei den Kongresswahlen des Jahres 1828 wurde er im ersten Wahlbezirk von North Carolina in das US-Repräsentantenhaus in Washington, D.C. gewählt, wo er am 4. März 1829 die Nachfolge von Lemuel Sawyer antrat. Nach drei Wiederwahlen konnte er bis zum 4. März 1837 vier Legislaturperioden im Kongress absolvieren. Diese waren von den Diskussionen um die Politik des gleichzeitig amtierenden Präsidenten Jackson bestimmt. Dabei ging es um die umstrittene Durchführung des Indian Removal Act, die Nullifikationskrise mit dem Staat South Carolina und die Bankenpolitik des Präsidenten. Von 1835 bis 1837 war Shepard Vorsitzender des Ausschusses zur Verwaltung des Bundesbezirks District of Columbia.
1836 verzichtete Shepard auf eine erneute Kandidatur. In den Jahren 1838 bis 1840 sowie von 1848 bis 1850 saß er im Senat von North Carolina. Seit 1838 war er Kurator der University of North Carolina. William Shepard starb am 20. Juni 1852 in Elizabeth City.